# Edingley
 (janvier 2024).
Edingley est un village du Nottinghamshire, en Angleterre.